# Marianne (revista)
Marianne (pronunciación en francés: /ma'ʁjan/) es una revista semanal francesa publicada en París. Fue creada en 1997 por Jean-François Kahn, teniendo a Maurice Szafran como editor, puesto actualmente ejercido por Éric Conan.

## Historia
La revista remite a Marianne, un antiguo periódico político y literario de izquierdas que era publicado en París en la década de 1930. La revista actual fue creada con la idea de combatir el pensamiento único. Tiene la pretensión de ser, en palabras de Jean-François Kahn, centrista revolucionario. Iconoclasta y provocadora, Marianne es una publicación pagada en parte por los anunciantes, que fueron responsables en 2006 del 5% de sus ingresos, mientras que las ventas fueron responsables del 95% de su presupuesto. Esta situación, que garantiza la independencia de Marianne, sin embargo, hace que la revista sea criticada por algunos medios de comunicación, que la acusan de radical. La redacción respeta estrictamente el principio de protección de las fuentes de información de los periodistas.
La misma se define como una revista republicana, que combate tanto lo que denomina de la "ultraizquierda de los años 60 a 80" como la globalización neoliberal. La publicación apoya la libre iniciativa y la economía de mercado, pero rechaza el dogmatismo atribuido al monetarismo y al neoliberalismo. En todo caso, apoya un liberalismo regulado por el Estado, creyendo que debe haber monopolios estatales en sectores clave de la economía en los que el servicio público deba ser primordial.
Marianne se enorgullece de haber sido, durante la campaña para el referéndum sobre la Constitución Europea en 2005, una de las únicas publicaciones nacionales que no apoyó la campaña por el "sí". La publicación defiende la integración europea, desde sea que aprobada por el pueblo y que no sea un instrumento del liberalismo de los años 1990-2000, que llamó de turbo-capitalismo.
Marianne calcula un índice de desempleo, añadiendo, a los índices oficiales, las personas que la publicación considera como desempleadas: aquellos que buscan empleo, pero que no satisfacen los criterios de desempleo de la Organización Internacional del Trabajo (OIT). Están en la lista: los desempleados en tiempo parcial, los jubilados precozmente y los contratados por régimen de solidaridad (Contrat emploi-solidarité - CES). Este índice es casi el doble de los números oficiales.
En 14 de febrero de 2008, el periódico lanzó el "Llamamiento de 14 de febrero", firmado por 17 políticos republicanos de todas ideologías. En el documento, ellos reafirman su compromiso con los principios republicanos del secularismo, de la libertad de prensa y con las opciones que nortearam la política externa de Francia en los últimos 50 años. Entre los políticos que firmaron estaban Dominique de Villepin, Ségolène Royal y François Bayrou.
En abril de 2012, Marianne publica las intenciones de voto de los periodistas del semanario para la elección presidencial francesa: François Hollande recibió 40% de los votos al frente de Jean-Luc Mélenchon (31,7%), François Bayrou y Nicolas Dupont-Aignan (8,3% cada). Tres candidatos no obtuvieron votos: Nicolas Sarkozy, Marine Le Pen y Nathalie Arthaud.

## Tirada
El periódico tiene una tirada de aproximadamente 300.000 ejemplares por semana. Sin embargo, la edición de 17 de abril de 2007, una semana antes de la primera vuelta de la elección presidencial de 2007, que traía en la portada el titular Le vrai Sarkozy (El verdadero Sarkozy), Durante el período 2007-2008, la tirada de la revista fue de 275.000 ejemplares. Fueron 264.000 copias en 2010  y alrededor de 146.000 a finales de 2016.
1. ↑  «20h Médias : le magazine Marianne penche "Valeurs Actuelles", Natacha Polony assume». MYTF1 (en francés). 12 de octubre de 2018. Consultado el 17 de diciembre de 2023.
2. ↑  «Natacha Polony à la tête de la rédaction de « Marianne »». Les Echos (en francés). 4 de septiembre de 2018. Consultado el 17 de diciembre de 2023.
3. ↑  Jean-François Kahn, "Pourquoi nous vous proposons de nous rejoindre", 2007: "rejet à la fois de l’orthodoxie néolibérale oppressive et de la rhétorique néo-soixante-huitarde destructrice".
4. ↑  « Hollande, préféré de Marianne. Et du Monde? »
5. ↑  «Wayback Machine». web.archive.org. Archivado desde el original el 5 de febrero de 2015. Consultado el 26 de diciembre de 2023.
6. ↑  «Arrêt sur images». www.arretsurimages.net. Consultado el 26 de diciembre de 2023.